# Сесиоты

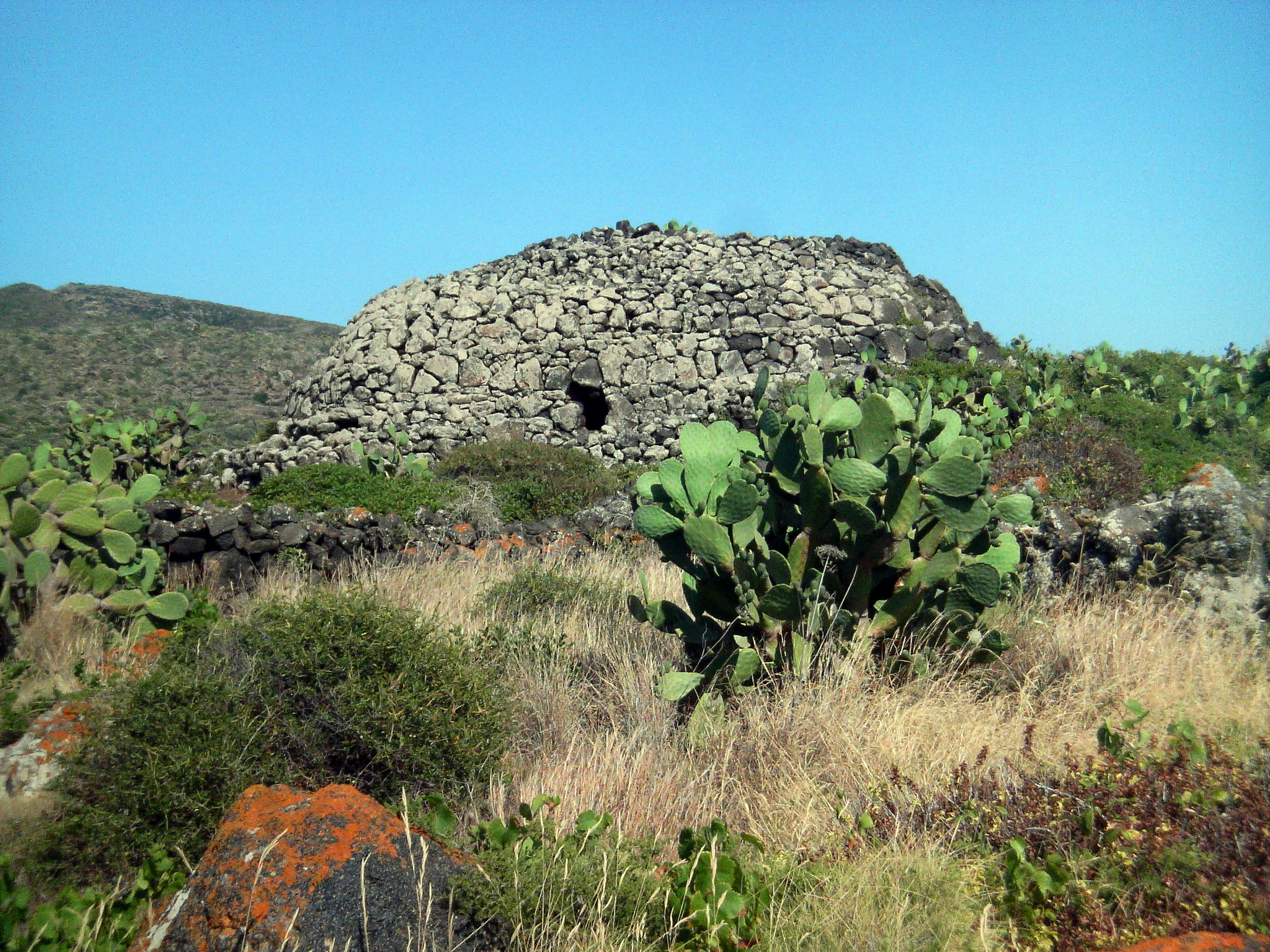
Сесе-Гранде

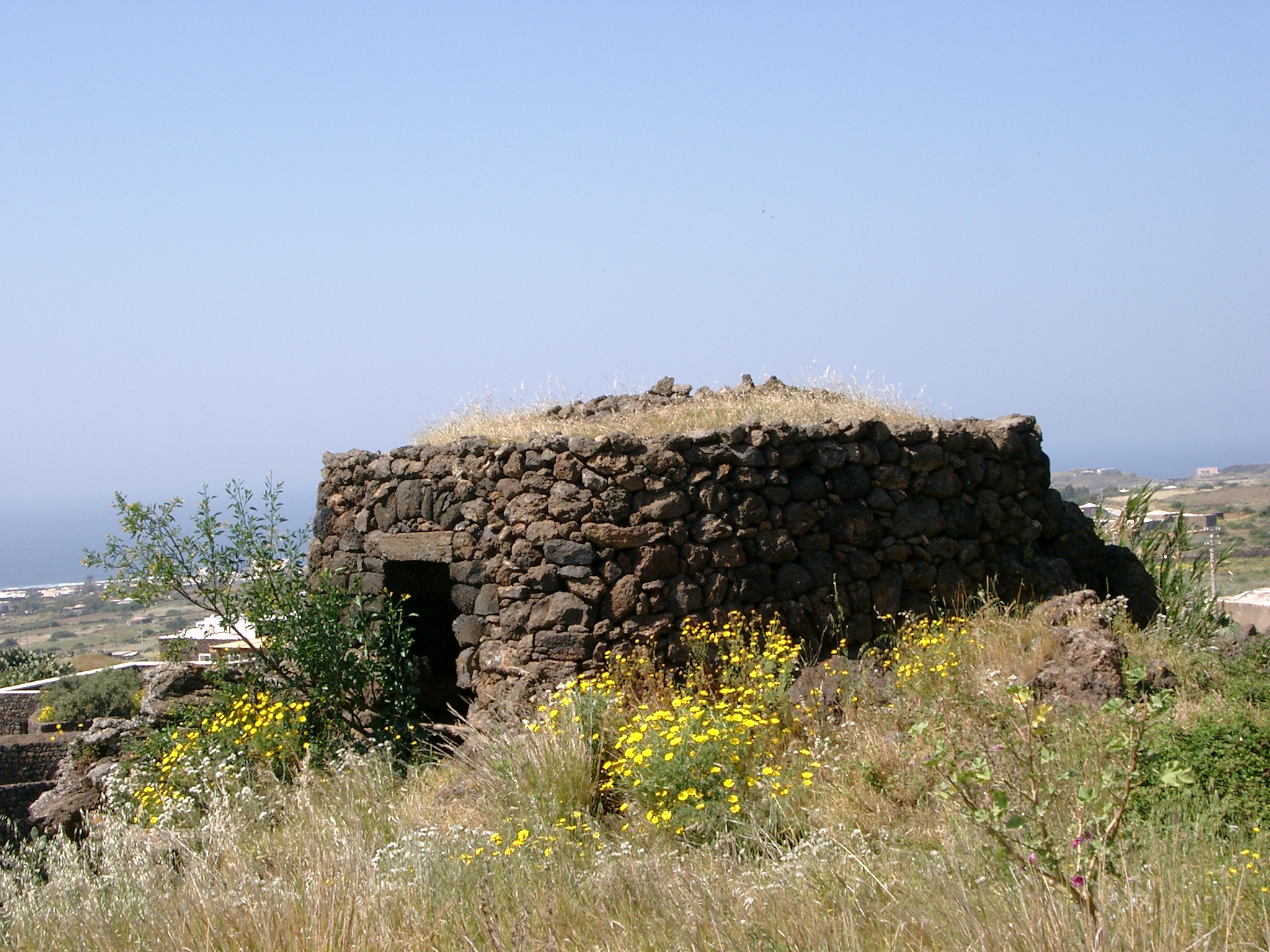
Дом-«сесе» в Даммузо

Сесиоты — культура строителей «сесе» (итал. Sese, мн. ч. Sesi) — башнеобразных сооружений на территории современного итальянского острова Пантеллерия к югу от Сицилии.
Сеси имеют круглое или эллиптическое сечение, в отличие от более поздних прямоугольных зданий. Более мелкие имеют коническую форму, их круглые камеры имеют горизонтальный фальш-потолок под коническим сводом и доступны через проход снизу.
Крупнейшим из «сеси» является Сесе-Гранде или «царский сесе», который датируется около 1800 г. до н. э. Он окружён примерно 70 подобными сооружениями меньшего размера, имеет эллиптическое сечение. Диаметр Сесе-Гранде составляет более 20 метров, конструкция — ступенчатая, посредине имеется купол. Внутри Сесе-Гранде находится 12 камер, почти в каждую из них снаружи ведёт длинный коридор.
По артефактам внутри сеси их относят к периоду позднего бронзового века. Керамика, которая датируется около 1400—1300 гг. до н. э. — местного происхождения. В одном из сеси обнаружен скелет.